# 가야역 (한국철도공사)
가야역(Gaya station, 伽倻驛)은 부산광역시 부산진구 당감동에 있는 가야선, 부전선의 철도역이자 차량기지이다. 부산조차장으로 영업을 시작하여 1989년 8월 16일 동서통근열차 운행으로 여객 취급을 하다가 2002년 12월 2일 동서통근열차 폐지로 여객 취급이 중단되었다. 현재는 구포역에서 부전역으로 운행하는 여객열차가 가야선, 부전선을 지난다. 역 내부에 부산기관차승무사업소(부기승소)가 있고, 부산차량사업소와 가야차량사업소가 있어 동력차 및 객화차의 정비를 하고 있으며 부산 지역을 지나는 화물열차 대부분이 이 곳을 경유한다. 전철화가 이루어져 화물열차는 이 역에서 기관차를 교체하기도 하였다. 

## 역사
- 1944년 6월 10일: 개업
- 1945년 8월 15일: 일시폐지
- 1947년 12월 1일: 조차장, 검차사무소 신설
- 1955년 5월 1일: 부산조차장역을 가야역으로 개칭[1]
- 1967년 7월 1일: 화물 취급 중지[2]
- 1967년 8월 1일: 부산객화차사사무소 이전 업무개시
- 1968년 9월 11일: 화물운송 취급 재개[3]
- 1974년 1월 17일: 가야기관차분소 이전 업무개시
- 1989년 8월 16일: 여객 취급 개시[4]
- 2001년: 현재의 역사 준공
- 2002년 12월 2일: 동서통근열차 폐지로 여객 영업 중단
- 2013년: 승차권 발매 업무 중단
- 2017년 12월 18일: 화물운송 취급 중지[5]
- 2019년 11월1일: 무배치간이역으로 격하

## 역 주변
- ● 부산 도시철도 2호선 가야역
- 동의대학교